# Weltverbrauchertag
Der Weltverbrauchertag (englisch: World Consumer Rights Day (WCRD)) ist ein Aktionstag der internationalen Verbraucherorganisation Consumers International, an dem auf Verbraucherbelange öffentlich aufmerksam gemacht wird. Er wird seit dem Jahr 1983 jährlich am 15. März begangen. Der Weltverbrauchertag geht zurück auf den US-Präsidenten John F. Kennedy, der am 15. März 1962 vor dem Kongress der Vereinigten Staaten drei grundlegende Verbraucherrechte proklamierte.
Kennedy nannte
- das Recht, vor betrügerischer oder irreführender Werbung und Kennzeichnung geschützt zu werden,
- das Recht, vor gefährlichen oder unwirksamen Medikamenten geschützt zu werden,
- das Recht, aus einer Vielfalt von Produkten mit marktgerechten Preisen auszuwählen.

Zum Weltverbrauchertag 2007 informierten die deutschen Verbraucherzentralen zum Thema „Versicherungen und Finanzen“. 2008 forderten sie die Bevölkerung zur Aktion „Strom sparen. Konto und Klima schonen“ auf. Seit Jahren haben die Verbraucherzentralen den sogenannten „grauen Kapitalmarkt“ in Blick und warnen Anleger regelmäßig vor dubiosen Angeboten. Im Jahr 2012 lautete das Motto des Weltverbrauchertages „Unser Geld, unsere Rechte“. Gefordert wurden unter anderem strengere Regeln für Finanzvermittler.
Im Mittelpunkt der Veranstaltung „Smarte neue Verbraucherwelt?“ des Verbraucherzentrale-Bundesverbands am 13. März 2014 in Berlin stand die Frage, was die Digitalisierung zukünftig für Verbraucher bedeutet. Es wurden die Chancen und Risiken am Beispiel vernetzter Verkehrssysteme und eHealth beleuchtet.
Seit 1999 organisiert der Europäische Wirtschafts- und Sozialausschuss um den 15. März eines jeden Jahres herum den Europäischen Verbrauchertag. Dieser stand 2007 unter dem Motto „Finanzdienstleistungen in der EU“. 2008 wurden „Gerichtliche und außergerichtliche Rechtsbehelfe für Verbraucher“ thematisiert.

## Mottos
- 2006: Energie – nachhaltiger Zugang für alle[7]
- 2007: Unethische Werbung für Arzneimittel[8]
- 2008: Generation Junkfood: Jahr eins[9]
- 2009: Generation Junkfood: Jahr zwei[10]
- 2010: Unser Geld, unsere Rechte[11]
- 2011: Verbraucher für faire Finanzdienstleistungen[12][13]
- 2012: Unser Geld, unsere Rechte: Kampagne für wirkliche Auswahl von Finanzdienstleistungen[14][3]
- 2013: Verbraucherrecht jetzt![15]
- 2014: Handyrechte festlegen[16]
- 2015: Gesunde Diät[17]
- 2016: Antibiotikaresistenz[18]
- 2017: Aufbau einer digitalen Welt, der Verbraucher trauen können[19]
- 2018: Digitale Märkte gerechter machen[20]
- 2019: Zuverlässige Smarte Produkte[21]
- 2020: International: „Der nachhaltige Verbraucher“[22], in Deutschland: „Die Macht der Daten“[23]
- 2021:
- 2022:
- 2023:
- 2024: Was macht Lebensmittel wertvoll?[24]